# Hubert Linard
Hubert Linard (Clérey, 26 febbraio 1953) è un ex ciclista su strada francese, professionista dal 1977 al 1986.

## Carriera
Ancora dilettante, nel 1976, riesce ad imporsi nella Parigi-Troyes; l'anno successivo passa al professionismo, con la Peugeot, squadra in cui rimarrà per dieci stagioni. In carriera si impone in due Parigi-Camembert, nel 1977 e nel 1984, e in una Bordeaux-Parigi, nel 1984, ritirandosi dall'attività nel 1986.

## Palmarès
- 1975 (Dilettanti)

12ª tappa Giro di Bulgaria
Auxerre-Nevers
- 1976 (Dilettanti)

Parigi-Troyes
Paris-Egreville
- 1977 (Peugeot, una vittoria)

Parigi-Camembert
- 1982 (Peugeot, una vittoria)

3ª tappa Tour du Limousin
- 1984 (Peugeot, due vittorie)

Parigi-Camembert
Bordeaux-Parigi
- 1985 (Peugeot, una vittoria)

2ª tappa, 2ª semitappa Tour Midi-Pyrénées

## Piazzamenti

### Grandi Giri
- Tour de France

1980: 46º
1981: 46º
1982: 56º
1983: 50º
1984: 112º
1985: 98º

### Classiche monumento
- Milano-Sanremo

1978: 17º
- Giro delle Fiandre

1981: 28º
- Liegi-Bastogne-Liegi

1984: 54º
- Giro di Lombardia

1979: 27º